# コマンチ郡 (カンザス州)
座標: 北緯37度11分 西経99度16分 / 北緯37.183度 西経99.267度
コマンチ郡（英: Comanche County 標準略語：CM）は、アメリカ合衆国カンザス州の南部に位置する郡である。2010年国勢調査での人口は1,891人であり、2000年の1,967人から3.9%減少した。郡庁所在地はコールドウォーター市（人口828人）であり、同郡で人口最大の都市でもある。

## 法と政府
コマンチ郡はアルコールを禁じる、すなわち「ドライ」の郡だったが、1986年にカンザス州憲法が修正され、住民は2010年の投票で個人が嗜むアルコール飲料の販売を承認した。食料販売量制限は付かなかった。

## 地理
アメリカ合衆国国勢調査局に拠れば、郡域全面積は789.69平方マイル (2,041.68 km2)であり、このうち陸地は788.298平方マイル (2,041.68 km2)、水域は1.392平方マイル (3.6 km2)で水域率は0.18%である。

### 隣接する郡
- カイオワ郡 - 北
- バーバー郡 - 東
- ウッズ郡 (オクラホマ州) - 南
- ハーパー郡 (オクラホマ州) - 南西
- クラーク郡 - 西

## 人口動態

人口ピラミッド

以下は2000年の国勢調査による人口統計データである。
| 基礎データ - 人口: 1,967人 - 世帯数: 872 世帯 - 家族数: 540 家族 - 人口密度: 1人/km2（2人/mi2） - 住居数: 1,088軒 - 住居密度: 1軒/km2（1軒/mi2） 人種別人口構成 - 白人: 97.97% - アフリカン・アメリカン: 0.05% - ネイティブ・アメリカン: 0.25% - アジア人: 0.05% - 太平洋諸島系: 0.20% - その他の人種: 0.61% - 混血: 0.86% - ヒスパニック・ラテン系: 1.78% 年齢別人口構成 - 18歳未満: 22.1% - 18-24歳: 4.5% - 25-44歳: 21.0% - 45-64歳: 26.5% - 65歳以上: 25.8% - 年齢の中央値: 47歳 - 性比（女性100人あたり男性の人口） - 総人口: 93.6 - 18歳以上: 87.5 | 世帯と家族（対世帯数） - 18歳未満の子供がいる: 24.4% - 結婚・同居している夫婦: 54.4% - 未婚・離婚・死別女性が世帯主: 6.2% - 非家族世帯: 38.0% - 単身世帯: 35.9% - 65歳以上の老人1人暮らし: 21.2% - 平均構成人数 - 世帯: 2.18人 - 家族: 2.81人 収入と家計 - 収入の中央値 - 世帯: 29,415米ドル - 家族: 36,790米ドル - 性別 - 男性: 24,844米ドル - 女性: 18,221米ドル - 人口1人あたり収入: 17,0378米ドル - 貧困線以下 - 対人口: 10.2% - 対家族数: 8.5% - 18歳未満: 9.7% - 65歳以上: 7.7% |

## 都市と町

### 法人化された都市
都市名の後の数字は2010年国勢調査での人口を示す。
- コールドウォーター, 828 - 郡庁所在地
- プロテクション, 514
- ウィリモア, 53

### その他の町
- バターミルク

### 郡区
コマンチ郡は4郡区に分けられている。どの都市も「政治的に独立」（英: governmentally independent)と見なされず、下記郡区の数字に含まれている。下表で「人口中心」は最大都市であり、特に大きな数字でなければ、郡区の人口に含まれるものである。
| 郡区 | FIPSコード | 人口中心           | 人口  | 人口密度 /km2 (/sq mi) | 陸地面積 km2 (sq mi) | 水域 km2 (sq mi) | 水域率(%) | 座標                                                              |
| --- | ---------- | ------------------ | ----- | ---------------------- | -------------------- | ---------------- | --------- | ----------------------------------------------------------------- |
| アビラ                                                                                                  | 03525      |                    | 58    | 0 (0)                  | 309 (119)            | 0 (0)            | 0.15%     | 北緯37度5分14秒 西経99度17分20秒 / 北緯37.08722度 西経99.28889度  |
| コールドウォーター                                                                                      | 14725      | コールドウォーター | 1,086 | 1 (3)                  | 1,099 (424)          | 2 (1)            | 0.17%     | 北緯37度16分6秒 西経99度18分5秒 / 北緯37.26833度 西経99.30139度   |
| パウェル                                                                                                | 57325      |                    | 89    | 0 (1)                  | 186 (72)             | 0 (0)            | 0.03%     | 北緯37度20分36秒 西経99度8分37秒 / 北緯37.34333度 西経99.14361度  |
| プロテクション                                                                                          | 57875      | プロテクション     | 734   | 2 (4)                  | 448 (173)            | 1 (0)            | 0.28%     | 北緯37度12分20秒 西経99度29分16秒 / 北緯37.20556度 西経99.48778度 |
| Sources: “Census 2000 U.S. Gazetteer Files”. U.S. Census Bureau, Geography Division. 2012年4月1日閲覧。 |            |                    |       |                        |                      |                  |           |                                                                   |

## 教育

### 統一教育学区
- コマンチ郡 USD 300